# Bab el-Mrissa
La Bab el-Mrissa (en árabe: باب المريسة), también conocida como Bab al-Mellah (en árabe: باب الملاح), es una puerta monumental situada en la ciudad de Salé, Marruecos. La puerta fue encargada por el sultán meriní Abu Yúsuf Yaqub ibn Abd Al-Haqq entre 1270 y 1280. Es una de las puertas más grandes y antiguas de Marruecos y uno de los principales monumentos de la ciudad.

## Descripción

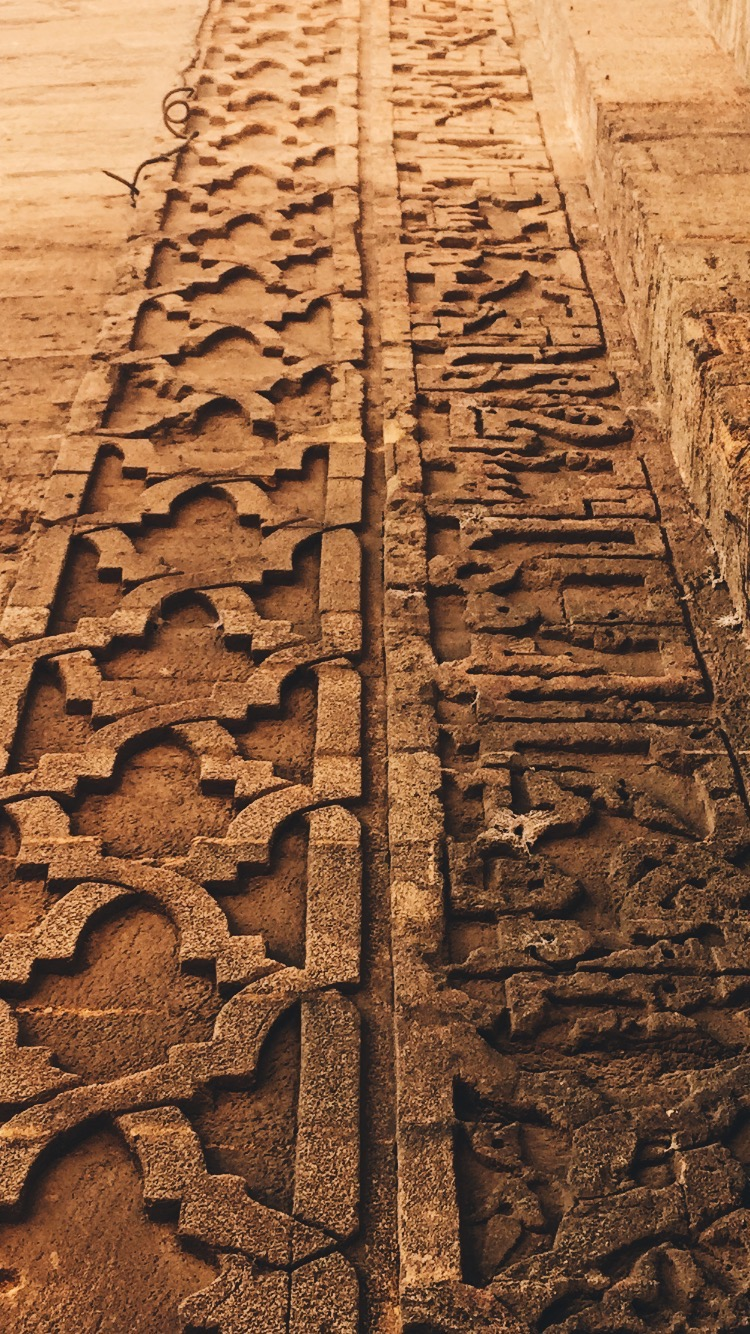
Decoración tallada en la puerta.

La puerta fue construida une vez la dinastía meriní recuperó el control de Salé del Reino de Castilla en la Batalla de Salé. Durante el proceso, crearon un agujero en la muralla occidental de la ciudad para permitir el acceso a la plaza de la ciudad. Más tarde se creó un astillero para albergar los buques de guerra y se estableció como entrada la Bab el-Mrissa. Según el relato del historiador Al-Nasiri, la puerta se encontraba en el puerto protegido de la ciudad, que era utilizado por los meriníes como astillero. El puerto conecta la ciudad con el río Bou Regreg a través de un canal, y los barcos entraban al puerto desde el canal pasando por el arco de la puerta.
La puerta también es conocida por ser el lugar desde donde el sultán Abu Yusuf Yaqub envió su flota naval para atacar la ciudad de Algeciras varias veces en 1285, contabilizándose alrededor de 36 buques de guerra. El nombre «Mrissa» significa lodo, y esto se debe a que Bou Regreg y el canal conectado contenían muchas arenas de las tierras circundantes, y los barcos traían agua fangosa que se diseminaba frente a la puerta cuando atracaban. Hoy en día, la escena ya no es observable debido a que el canal fue vaciado tras la construcción de carreteras que conectan Rabat y Salé, como solución para mitigar la distancia relativamente larga y los inconvenientes del canal.
El diseñador de la puerta es Muhammad bin Ali al-Ashbili, arquitecto andalusí. El arco tiene forma de herradura. Su pico alcanza los 9,60 metros de altura y su ancho es de 3,50 metros de largo. Dentro de la puerta hay caminos para los soldados que la custodian.